# Depeche Mode
Depeche Mode [deˈpeʃ mɔd] je hudební skupina, původem z Basildonu v Anglii, založená v roce 1980. Původně vznikla ve složení Dave Gahan, Martin Gore, Andy Fletcher a Vince Clarke, v současnosti ji tvoří Gahan a Gore.
Jejich hudební styl by se dal nejlépe charakterizovat jako synth-rock nebo také synthpop (používání umělých zvuků, vytvářených syntezátory a samplery). Stali se jednou z nejvytrvalejších a nejúspěšnějších hudebních skupin, které se objevily během New wave a New romantic éry. Díky svému inovativnímu dílu, nahrávacím technikám a použití vzorkování (ang. sampling), ovlivnili mnoho dnes populárních umělců. Jejich album Violator z roku 1990 je považováno za klenot elektronické hudby. Ačkoli jsou významní pro moderní techno scénu, zůstávají nadále u alternativní hudby.
Sedmé album Violator se dostalo na 7. místo Billboard 200 a získalo trojnásobnou platinovou certifikaci RIAA. Následující album Songs of Faith and Devotion (1993) bylo také úspěšné, ale vnitřní spory během nahrávání a turné vedly k odchodu Wildera v roce 1995. Kapela se vrátila k sestavě Gahan, Gore a Fletcher a v roce 1997 vydala album Ultra. Pokračovali v turné a jako trio nahráli dalších pět alb: Exciter (2001), Playing the Angel (2005), Sounds of the Universe (2009), Delta Machine (2013) a Spirit (2017) — až do Fletcherovy smrti v roce 2022. Od té doby pokračují Gahan a Gore jako duo. Jejich nejnovější album Memento Mori vyšlo v roce 2023.
Depeche Mode mají na kontě 54 skladeb v britské singlové hitparádě, 17 alb v Top 10 britského žebříčku a prodali více než 100 milionů desek po celém světě. Časopis Q je zařadil do seznamu „50 kapel, které změnily svět!“ Depeche Mode se umístili na 98. místě žebříčku VH1 „100 největších umělců všech dob“. V roce 2016 je Billboard jmenoval 10. největším dance club umělcem všech dob. V roce 2020 byli Depeche Mode uvedeni do Rock and Roll Hall of Fame.

## Historie

### Raná historie (1977–1980)
Prvopočátky Depeche Mode mohou být vystopovány až do roku 1977 ve městě Basildon, kdy Vince Clarke a Andrew Fletcher založili skupinu pod názvem No Romance in China, která se však po krátké době rozpadla. V roce 1980 založili Clarke s Fletcherem novou skupinu nazvanou Composition of Sound. Po krátké době se k nim přidal také Martin Gore. Clarke hrál na kytaru, zpíval a ovládal bicí automat, Fletcher hrál na baskytaru a Gore hrál na sólovou kytaru.
Přitom hledali nového zpěváka. Roku 1980 potkali v jednom basildonském klubu Davea Gahana, zpívajícího píseň „Heroes“ od Davida Bowieho. Měl problémy se zákonem, byl třikrát ve vězení, ale všude se stával středem pozornosti, stýkal se a znal se s řadou lidí, kteří mohli v té době kapele pomoci dopředu.
Byl to právě on, kdo vymyslel název „Depeche Mode“. Jednou listoval francouzským magazínem Dépêche-mode, který mu dodal inspiraci, a který můžeme přeložit jako „módní aktuality“ nebo doslova jako „depeše módních zpráv“.
Toho roku, co byl Dave „objeven“, podepsala skupina smlouvu s labelem Mute Records.

### První alba (1981–1985)

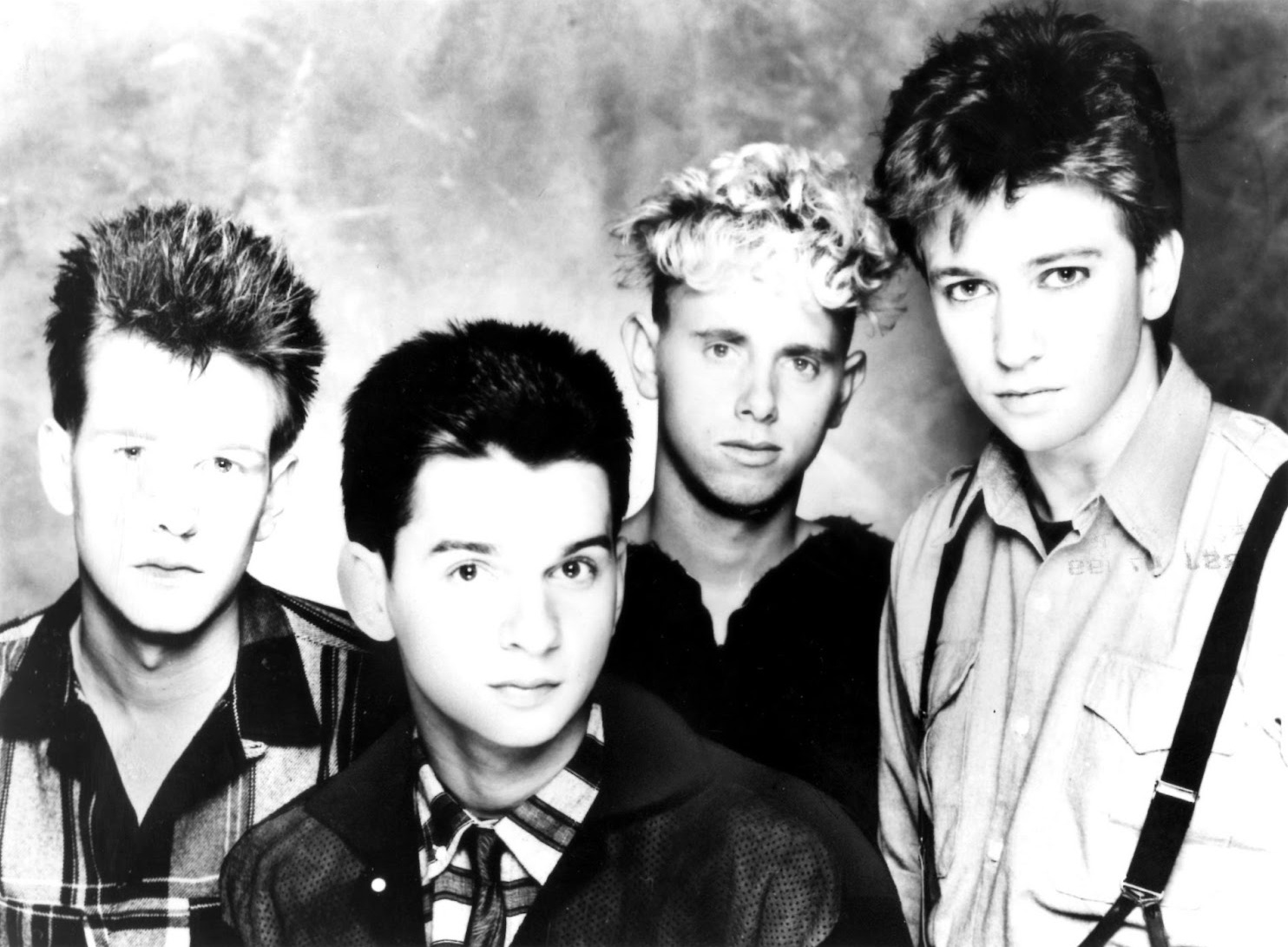
Depeche Mode v roce 1983

Roku 1981 vydala skupina své první album Speak & Spell. Album bylo veselé, hravé, kritiky kladně přijímané, jenže s přicházejícím úspěchem se začal Clarke skupině vzdalovat. Ke konci roku 1981 oznámil svůj odchod ze skupiny.
Kapela byla bez hlavního tahouna Clarka odepisovaná, roku 1982 však vydala album A Broken Frame. To bylo na rozdíl od svého předchůdce temnější, hlavním textařem se stal Gore. Členové kapely dnes tvrdí, že je to to nejhorší, co kdy udělali, i hudební kritici se o něm nevyjadřovali obzvláště pochvalně.
V té době hledali čtvrtého člena kapely. Objevili Alana Wildera, který měl jako jediný člen skupiny hudební vzdělání. Spolu s ním vydala kapela roku 1983 album Construction Time Again, které bylo na rozdíl od A Broken Frame pozitivně přijato.
Roku 1984 vyšlo album Some Great Reward. Předzvěstí byl singl „People Are People“, který se poprvé ocitl v americké hitparádě Top 40 a je jednou z nejznámějších písní skupiny.

### Nárůst popularity (1986–1989)
V roce 1986 skupina vydala desku Black Celebration. Název desky přesně vystihuje i celou náladu alba, černé a pochmurné, vyjadřující nespokojenost a nesouhlas se společenským zřízením a hovořícím o problémech v mezilidských vztazích. Sám Gore se vyjádřil: „Náš sound je jako velká ponurá zeď, kterou lidé postříkali svítivými barvami“. Zároveň je to zatím jediné album skupiny obsahující titulní píseň, tj. píseň, která má stejné jméno jako album.
Nadšené recenze následovalo roku 1987 další album Music for the Masses. Album se dočkalo i úspěchu v amerických hitparádách, své fanoušky si našlo i v Japonsku.

### Devadesátá léta: Průlomové album, období stagnace (1990–1996)
Roku 1990 vyšlo album Violator, které znělo odlišněji než doposud zněla tvorba skupiny. Na albu se objevila elektrická kytara a singl „Personal Jesus“ způsobil, že jde komerčně o nejúspěšnější album skupiny.
Roku 1993 vyšla deska Songs of Faith and Devotion, která šla co se týče rockového experimentování ještě dál. Na albu se objevují živé bicí, je zde cítit vliv blues a gospelu a album je celkově oproti Violatoru „zdrsněné“.
Sám Gahan prošel nemalými změnami, které způsobily nemálo fanouškům po celém světě šok. Z uhlazeného zpěváka, i když s duší rebela, se stal rocker, nechal si narůst dlouhé vlasy, bradku a převzal na sebe podobu Ježíše, a bylo znát, že je drogově závislý. V kapele začala atmosféra houstnout. Problémy byly i kolem turné Devotional Tour podporující album, kdy byla Gahanova závislost znát. Motal texty a padal z pódia. Členové skupiny ani nespali ve stejných hotelech. Vše mělo za následek nervové zhroucení Fletchera. Během turné spáchal frontman skupiny Nirvana Kurt Cobain sebevraždu. Gahan později uvedl: „Moje první reakce byla vztek. Byl jsem nasraný, protože mi to připadalo, jako by mi Kurt ukradl můj vlastní nápad. Takhle v hajzlu jsem ve skutečnosti byl“.
Roku 1995 odešel ze skupiny Wilder. V té době se také Gahan pokusil o sebevraždu. Roku 1996 se předávkoval speedballem (kombinací heroinu a kokainu, kterou užívají těžcí narkomani), načež byl dvě minuty klinicky mrtvý. Později absolvoval úspěšnou odvykací kúru a mohl se skupinou, která byla na pokraji rozpadu, nahrát nové album.
Dave Gahan se po tomto období velmi změnil a k drogám se již nevrátil. O jeho minulosti praví nejedna z písní, které později skupina nahrála (kupříkladu „Barrel of a Gun“ či „Suffer Well“).

### Zmrtvýchvstání (1997–2004)
Roku 1997 vyšlo album Ultra. Gore jej původně plánoval vydat jako sólové album, zřejmě si byl vědom, že skupina zanikne. Singl „Barrel of a Gun“ vypovídá o Gahanově drogovém pekle.
V roce 2001 vydala skupina album Exciter, které se neumístilo příliš dobře v žebříčcích mimo Evropu. Mnoho fanoušků pociťovalo, že album bylo bez inspirace a pod obvyklou úrovní skupiny. Po tomto albu se věnovali členové kapely vlastním projektům.

### Návrat ke kořenům (2005–2011)

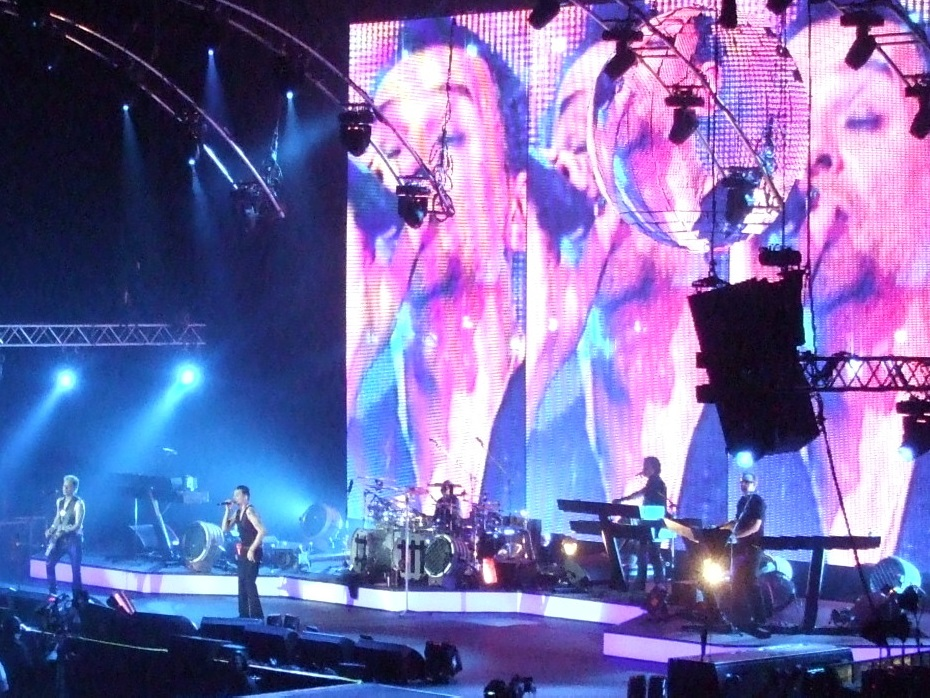
Koncert v londýnské O_{2} aréně k „Tour of the Universe“, prosinec 2009

Roku 2005 vyšlo album Playing the Angel, které bylo kritikou kladně přijato. Jde o první album, k němuž složil písně i Gahan. Při nahrávání byl kladen důraz na analogové syntezátory.
Roku 2009 bylo vydáno album Sounds of the Universe, na kterém je také znát analog. Při turné podporující toto album, v květnu 2009, byl Gahanovi diagnostikován zhoubný nádor v močovém měchýři. Podstoupil několik operací, nádor byl nakonec úspěšně odstraněn. Následovaly pak další zdravotní problémy, např. natrhlý lýtkový sval či poškozené hlasivky, v důsledku toho bylo mnoho koncertů zrušeno.

### Delta Machine(2012–2014)
V březnu 2012 Gahan oznámil, že mají hotových zhruba 20 písní pro nové album. V červenci bylo ohlášeno, že vyjde 25. března 2013, producentem je jako v případě minulých dvou alb Ben Hillier. Album bylo nazváno Delta Machine.
Během následujícího roku proběhlo turné The Delta Machine Tour, se svým finálním vystoupením 7. března 2014 v Rusku.

### Spirit(2016–2020)
25. ledna 2016 Gore oznámil, že na duben plánují návrat do nahrávacího studia. 11. října téhož roku prozradili, že jejich čtrnácté studiové album Spirit, tentokrát produkované Jamesem Fordem, vyjde na jaře 2017. O čtyři dny později pověděli o evropském turné Global Spirit Tour začínajícím 5. května 2017, jež se týkalo i České republiky (24. května 2017). Týden nato získali nominaci na Rock and Roll Hall of Fame 2017. Hlavní singl alba, „Where's the Revolution“, byl zároveň s textovým videem vydán 3. února 2017, 9. února následován i oficiálním videem. Album samotné vyšlo celosvětově 17. března.
V roce 2020 byla skupina uvedena do Rock and Roll Hall of Fame.

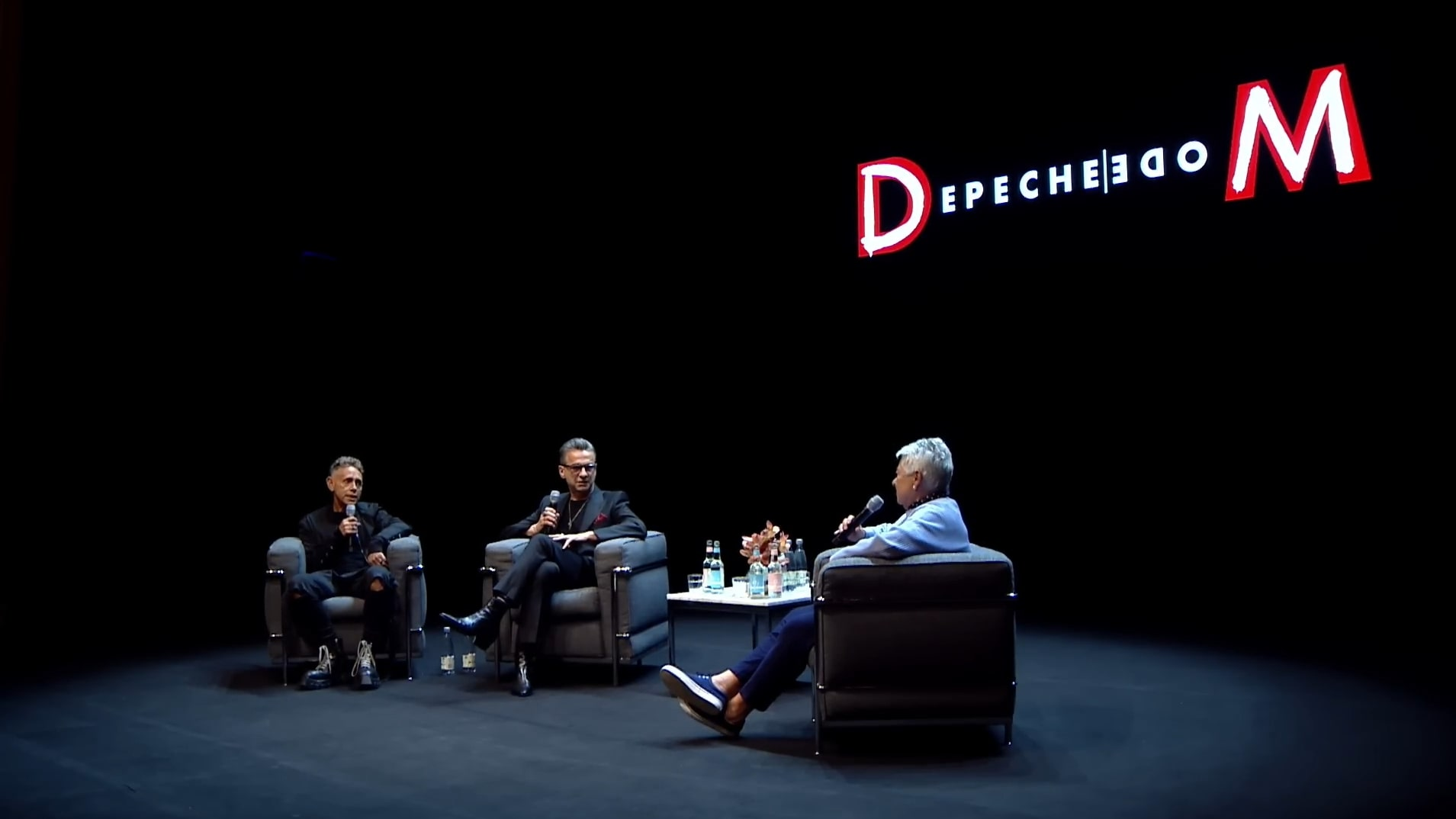
Martin Gore (vlevo) a Dave Gahan (uprostřed) na tiskové konferenci v Berlíně, říjen 2022

### Memento Mori(2022–současnost)
26. května 2022 bylo oznámeno, že Andrew Fletcher zemřel ve věku 60 let na disekci aorty.
4. října 2022 na tiskové konferenci v Berlíně skupina ohlásila vydání alba Memento Mori v březnu 2023, a také světové turné začínající 23. března 2023, v rámci kterého také vystoupila v České republice. Album vyšlo 24. března 2023. Turné skupiny pokračovalo do roku 2024, kdy byly oznámeny nové termíny včetně dvou vystoupení v Praze.

### Depeche Mode v současnosti
Zatímco zůstává Depeche Mode stále populární v USA, západní Evropě a Austrálii, jeho nejloajálnější základna fanoušků leží ve střední a východní Evropě, což bylo způsobeno společně několika klíčovými událostmi v této části světa na přelomu 80. a 90. let: celosvětová popularita Depeche Mode a syntetické taneční hudby obecně (která ovšem v té době již v USA slábla), pád komunistických režimů a vzestup internetu, který umožnil okamžitý přístup k západní hudbě a ideám, po kterých tento region, uzavřen v umělé totalitní bublině, prahl. Dnes je zde bezpočet webových stránek fanoušků, snad v každém jazyce, vyzdvihujících skupinu k trvalé slávě.

## Několik zajímavostí

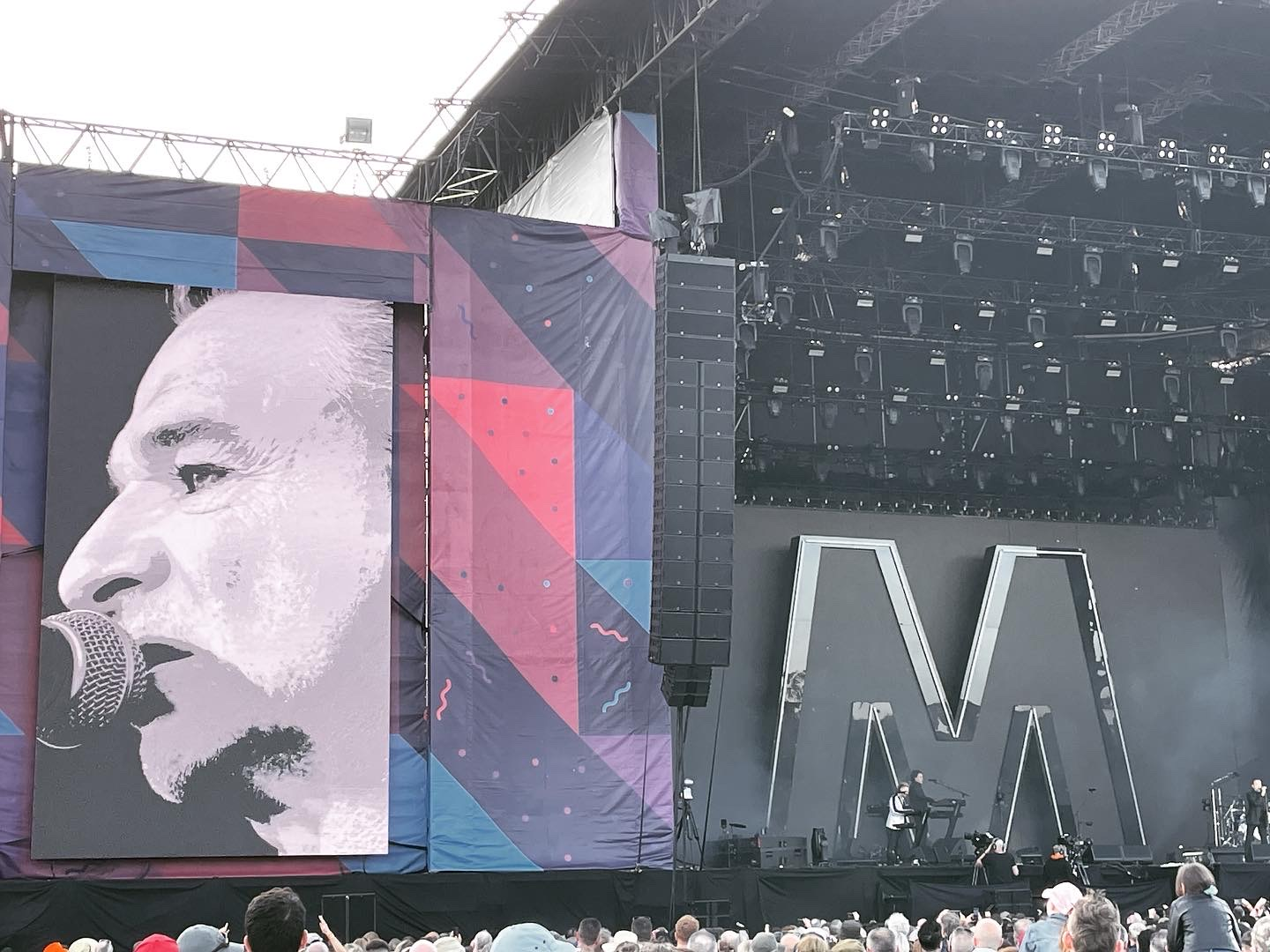
Koncert Depeche Mode, Memento Mori Tour, 14. června 2023 Malahide Castle

- Koncert Depeche Mode, Memento Mori Tour, 14. června 2023 Malahide CastleV Tallinnu v Estonsku existuje bar zcela věnovaný této skupině. Nehraje zde žádná jiná hudba ani videoklip, než pouze a jenom od nich. Mezi vystavenými památečními předměty visí i fotografie Martina Gorea při návštěvě baru.
- V Praze existovala restaurace Black Angel, tematicky i hudebně zaměřená na Depeche Mode, její činnost však byla v roce 2009 ukončena.
- Ve Velké Británii měli Depeche Mode přes 40 hitových singlů, což je více než u kteréhokoli jiného umělce.
- Svojí hudbou ovlivnili např. skupiny Linkin Park, Client, Camouflage, Neuroticfish, Oceán a nebo Shalom.
- Covery jejích písní nahráli na svá alba interpreti jako Johnny Cash, Marilyn Manson, Rammstein nebo Lacuna Coil.
- V roce 2017 nahráli Depeche Mode coververzi skladby „Heroes“ od Davida Bowieho.[11]

## Členové skupiny

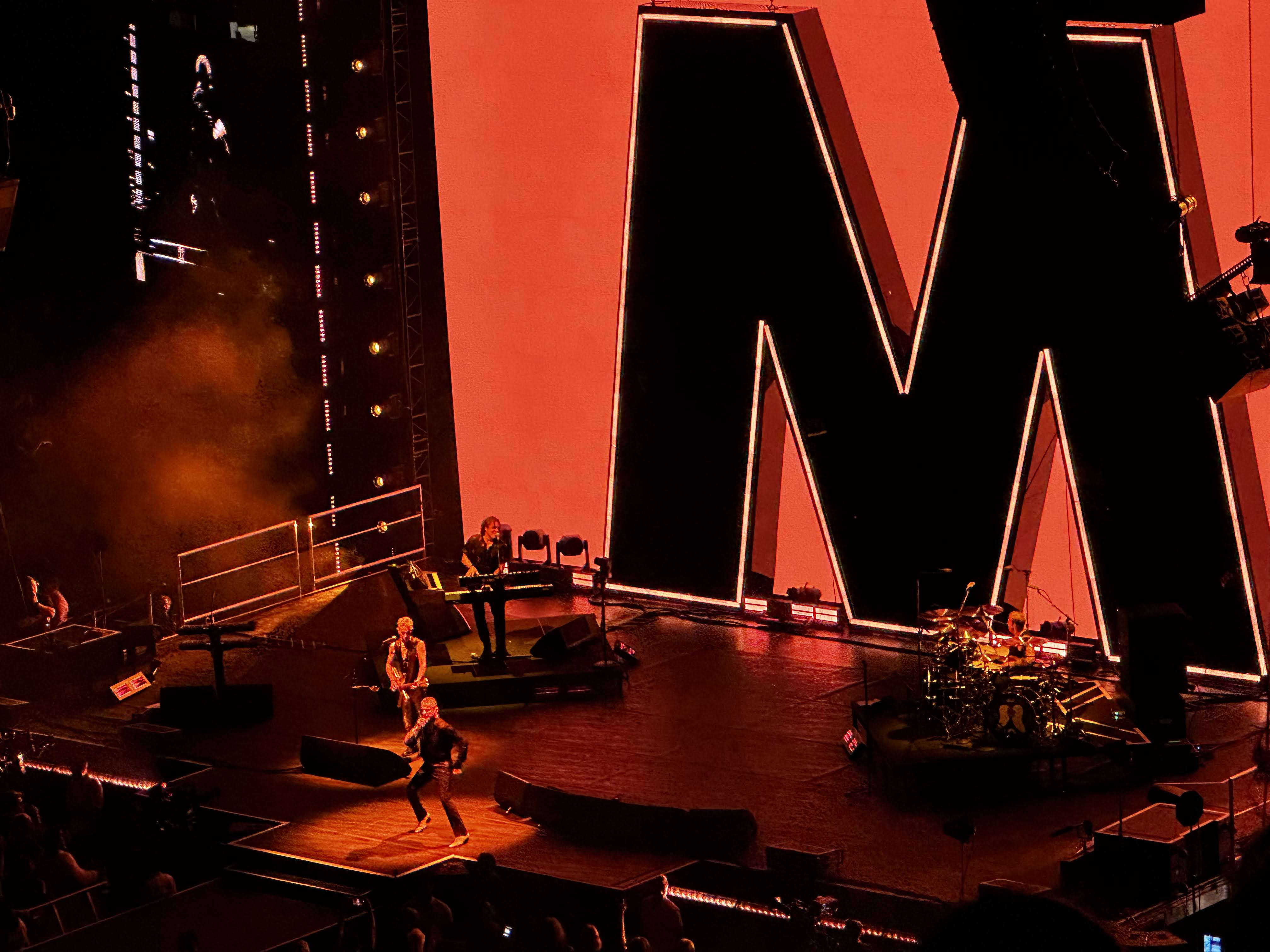
Koncert skupiny v rámci turné Memento Mori Tour, Toronto, 2023

- Dave Gahan (hlavní zpěvák, od alba Playing the Angel i skladatel pro skupinu)
- Martin Gore (hlavní skladatel, dále zpěvák, kytarista a hráč na klávesy)

### Dřívější členové
- Vince Clarke (hlavní skladatel, hráč na klávesy), ve skupině od roku 1980 do roku 1981. Po odchodu založil skupinu Yazoo a v roce 1985 skupinu Erasure.
- Andrew Fletcher (hráč na klávesy, manažer a příležitostně zahrál i na jiné nástroje), zemřel v roce 2022.
- Alan Wilder (produkční, hráč na klávesy, bubeník, zpěvák a příležitostně skladatel), ve skupině od roku 1982 do roku 1995.

### Hudebníci spolupracující při živých vystoupeních
- Hildia Campbell (podpůrný zpěv, 1993–1994)
- Samantha Smith (podpůrný zpěv, 1993–1994)
- Daryl Bamonte (klávesy, 1994)
- Dave Clayton (klávesy, 1997)
- Christian Eigner (bicí, 1997–dosud)
- Peter Gordeno (klávesy, občas basová kytara a kytara, 1998–dosud)
- Jordan Bailey (podpůrný zpěv, 1998–2001)
- Janet Cooke (podpůrný zpěv, 1998)
- Georgia Lewis (podpůrný zpěv, 2001)

## Diskografie
- Speak & Spell (1981)
- A Broken Frame (1982)
- Construction Time Again (1983)
- Some Great Reward (1984)
- Black Celebration (1986)
- Music for the Masses (1987)
- Violator (1990)
- Songs of Faith and Devotion (1993)
- Ultra (1997)
- Exciter (2001)
- Playing the Angel (2005)
- Sounds of the Universe (2009)
- Delta Machine (2013)
- Spirit (2017)
- Memento Mori (2023)

## Turné
| - 1980: 1980 Tour - 1981: 1981 Tour - 1981: Speak & Spell Tour - 1982: See You Tour - 1982–1983: Broken Frame Tour - 1983–1984: Construction Time Again Tour - 1984–1985: Some Great Reward Tour | - 1986: Black Celebration Tour - 1987–1988: Music for the Masses Tour - 1990: World Violation Tour - 1993: Devotional Tour - 1994: Exotic Tour/Summer Tour '94 - 1998: The Singles Tour - 2001: Exciter Tour | - 2005–2006: Touring the Angel - 2009–2010: Tour of the Universe - 2013–2014: The Delta Machine Tour - 2017–2018: Global Spirit Tour - 2023–2024: Memento Mori Tour |